# Campionati lituani di ciclismo su strada
I Campionati lituani di ciclismo su strada sono la manifestazione di ciclismo su strada annuale che assegna il titolo di Campione di Lituania. I vincitori hanno il diritto di indossare per un anno la maglia di campione lituano, come accade per il campione mondiale.

## Campioni in carica
| Uomini Elite | Uomini Elite          |
| ------------ | --------------------- |
| In linea     | Aivaras Mikutis       |
| Cronometro   | Aivaras Mikutis       |
| Donne Elite  |                       |
| In linea     | Daiva Ragažinskienė   |
| Cronometro   | Skaistė Mikašauskaitė |

## Albo d'oro

### Titoli maschili
Aggiornato all'edizione 2025.
| Anno | Vincitore            | Secondo              | Terzo                 |
| ---- | -------------------- | -------------------- | --------------------- |
| 1997 | Darius Strolė        | Raimondas Vilčinskas | Linas Balčiūnas       |
| 1998 | Arnoldas Saprykinas  | Raimondas Rumšas     | Darius Strolė         |
| 1999 | Saulius Ruškys       | Arnoldas Saprykinas  | Saulius Šarkauskas    |
| 2000 | Vladimir Smirnov     | Remigijus Lupeikis   | Saulius Ruškys        |
| 2001 | Raimondas Rumšas     | Saulius Ruškys       | Vladimir Smirnov      |
| 2002 | Remigijus Lupeikis   | Mindaugas Gončaras   | Saulius Ruškys        |
| 2003 | Vytautas Kaupas      | Tomas Vaitkus        | Aivaras Baranauskas   |
| 2004 | Tomas Vaitkus        | Raimondas Vilčinskas | Aivaras Baranauskas   |
| 2005 | Aivaras Baranauskas  | Raimondas Rumšas     | Vytautas Kaupas       |
| 2006 | Dainius Kairelis     | Ignatas Konovalovas  | Mindaugas Gončaras    |
| 2007 | Ramūnas Navardauskas | Ignatas Konovalovas  | Dainius Kairelis      |
| 2008 | Tomas Vaitkus        | Andrius Buividas     | Marius Kukta          |
| 2009 | Egidijus Juodvalkis  | Gediminas Bagdonas   | Vismantas Mockevičius |
| 2010 | Vytautas Kaupas      | Ramūnas Navardauskas | Aidis Kruopis         |
| 2011 | Ramūnas Navardauskas | Gediminas Bagdonas   | Aidis Kruopis         |
| 2012 | Gediminas Bagdonas   | Ramūnas Navardauskas | Aidis Kruopis         |
| 2013 | Tomas Vaitkus        | Ignatas Konovalovas  | Evaldas Šiškevičius   |
| 2014 | Paulius Šiškevičius  | Darijus Džervus      | Ignatas Konovalovas   |
| 2015 | Aidis Kruopis        | Ramūnas Navardauskas | Egidijus Juodvalkis   |
| 2016 | Ramūnas Navardauskas | Tomas Vaitkus        | Paulius Šiškevičius   |
| 2017 | Ignatas Konovalovas  | Gediminas Bagdonas   | Darijus Džervus       |
| 2018 | Gediminas Bagdonas   | Ramūnas Navardauskas | Evaldas Šiškevičius   |
| 2019 | Ramūnas Navardauskas | Rojus Adomaitis      | Venantas Lašinis      |
| 2020 | Gediminas Bagdonas   | Venantas Lašinis     | Justas Beniušis       |
| 2021 | Ignatas Konovalovas  | Aivaras Mikutis      | Evaldas Šiškevičius   |
| 2022 | Venantas Lašinis     | Aivaras Mikutis      | Ignatas Konovalovas   |
| 2023 | Rokas Adomantis      | Venantas Lašinis     | Ignatas Konovalovas   |
| 2024 | Venantas Lašinis     | Aivaras Mikutis      | Rokas Kmieliauskas    |
| 2025 | Aivaras Mikutis      | Eimantas Gudiškis    | Nikolas Klimavičius   |

| Anno | Vincitore            | Secondo              | Terzo                |
| ---- | -------------------- | -------------------- | -------------------- |
| 1997 | Raimondas Vilčinskas | Remigijus Lupeikis   | Arturas Trumpauskas  |
| 1998 | Raimondas Vilčinskas | Remigijus Lupeikis   | Raimondas Rumšas     |
| 1999 | Raimondas Rumšas     | Arturas Kasputis     | Raimondas Vilčinskas |
| 2000 | Remigijus Lupeikis   | Darius Strolė        | Linas Balčiūnas      |
| 2001 | Remigijus Lupeikis   | Linas Balčiūnas      | Raimondas Rumšas     |
| 2002 | Raimondas Vilčinskas | Remigijus Lupeikis   | Mindaugas Gončaras   |
| 2003 | Tomas Vaitkus        | Raimondas Vilčinskas | Dainius Kairelis     |
| 2004 | Tomas Vaitkus        | Vytautas Kaupas      | Gediminas Bagdonas   |
| 2005 | Raimondas Rumšas     | Tomas Vaitkus        | Ignatas Konovalovas  |
| 2006 | Ignatas Konovalovas  | Gediminas Bagdonas   | Simas Kondrotas      |
| 2007 | Gediminas Bagdonas   | Ignatas Konovalovas  | Evaldas Šiškevičius  |
| 2008 | Ignatas Konovalovas  | Tomas Vaitkus        | Evaldas Šiškevičius  |
| 2009 | Ignatas Konovalovas  | Evaldas Šiškevičius  | Ramūnas Navardauskas |
| 2010 | Ignatas Konovalovas  | Evaldas Šiškevičius  | Ramūnas Navardauskas |
| 2011 | Gediminas Bagdonas   | Ramūnas Navardauskas | Evaldas Šiškevičius  |
| 2012 | Ramūnas Navardauskas | Ignatas Konovalovas  | Gediminas Bagdonas   |
| 2013 | Ignatas Konovalovas  | Gediminas Bagdonas   | Ramūnas Navardauskas |
| 2014 | Ramūnas Navardauskas | Ignatas Konovalovas  | Gediminas Bagdonas   |
| 2015 | Ramūnas Navardauskas | Gediminas Bagdonas   | Ignatas Konovalovas  |
| 2016 | Ignatas Konovalovas  | Paulius Šiškevičius  | Raimondas Rumšas     |
| 2017 | Ignatas Konovalovas  | Gediminas Bagdonas   | Raimondas Rumšas     |
| 2018 | Gediminas Bagdonas   | Ramūnas Navardauskas | Evaldas Šiškevičius  |
| 2019 | Gediminas Bagdonas   | Evaldas Šiškevičius  | Ramūnas Navardauskas |
| 2020 | Evaldas Šiškevičius  | Gediminas Bagdonas   | Venantas Lašinis     |
| 2021 | Evaldas Šiškevičius  | Aivaras Mikutis      | Venantas Lašinis     |
| 2022 | Aivaras Mikutis      | Evaldas Šiškevičius  | Venantas Lašinis     |
| 2023 | Aivaras Mikutis      | Venantas Lašinis     | Rokas Kmieliauskas   |
| 2024 | Venantas Lašinis     | Kristupas Mikutis    | Rokas Kmieliauskas   |
| 2025 | Aivaras Mikutis      | Rokas Kmieliauskas   | Lukas Talačka        |

### Titoli femminili
Aggiornato all'edizione 2025.
| Anno    | Vincitrice             | Seconda                     | Terza                  |
| ------- | ---------------------- | --------------------------- | ---------------------- |
| 1995    | Rasa Polikevičiūtė     | Jolanta Polikevičiūtė       | Edita Pučinskaitė      |
| 1996    | Diana Žiliūtė          | Rasa Mažeikytė              | Jolanta Polikevičiūtė  |
| 1997    | Non organizzata        | Non organizzata             | Non organizzata        |
| 1998    | Diana Žiliūtė          | Edita Pučinskaitė           | Jolanta Polikevičiūtė  |
| 1999    | Diana Žiliūtė          | Edita Kubelskienė           | Liuda Triabaitė        |
| 2000-01 | Non organizzata        | Non organizzata             | Non organizzata        |
| 2002    | Zita Urbonaitė         | Edita Kubelskienė           | Erika Vilūnaitė        |
| 2003    | Edita Pučinskaitė      | Diana Žiliūtė               | Diana Elmentaitė       |
| 2004    | Diana Žiliūtė          | Daiva Tušlaitė              | Edita Pučinskaitė      |
| 2005    | Inga Čilvinaitė        | Indrė Janulevičiūtė         | Agnė Bagdonavičiūtė    |
| 2006    | Diana Žiliūtė          | Edita Pučinskaitė           | Modesta Vžesniauskaitė |
| 2007    | Rasa Leleivytė         | Diana Žiliūtė               | Edita Pučinskaitė      |
| 2008    | Modesta Vžesniauskaitė | Inga Čilvinaitė             | Gintarė Gaivenytė      |
| 2009    | Rasa Leleivytė         | Diana Žiliūtė               | Edita Janeliūnaitė     |
| 2010    | Aušrinė Trebaitė       | Urtė Juodvalkytė            | Rasa Leleivytė         |
| 2011    | Rasa Leleivytė         | Inga Čilvinaitė             | Aušrinė Trebaitė       |
| 2012    | Inga Čilvinaitė        | Svetlana Pauliukaitė        | Katarzyna Sosna        |
| 2013    | Agne Silinytė          | Karolina Pernaviene-Kietyte | Edita Janeliunaitė     |
| 2014    | Aušrinė Trebaitė       | Daiva Tuslaitė              | Katarzyna Sosna        |
| 2015    | Daiva Tuslaitė         | Gabriele Jankute            | Ema Manikaitė          |
| 2016    | Daiva Tuslaitė         | Gabriele Jankute            | Silvija Latozaite      |
| 2017    | Daiva Tuslaitė         | Rasa Leleivytė              | Monika Rastauskaitė    |
| 2018    | Rasa Leleivytė         | Olivija Baleišytė           | Daiva Tuslaitė         |
| 2019    | Silvija Paceviciene    | Kataržina Sosna             | Inga Čilvinaitė        |
| 2020    | Inga Česuliené         | Kataržina Sosna             | Olivija Baleišytė      |
| 2021    | Inga Česuliené         | Akvilé Gedraitytè           | Olivija Baleišytė      |
| 2022    | Rasa Leleivytė         | Olivija Baleišytė           | Inga Česuliené         |
| 2023    | Olivija Baleišytė      | Akvilė Gedraitytė           | Rasa Leleivytė         |
| 2024    | Olivija Baleišytė      | Akvilė Gedraitytė           | Daiva Ragažinskienė    |
| 2025    | Daiva Ragažinskienė    | Skaistė Mikašauskaitė       | Akvilė Gedraitytė      |

| Anno    | Vincitrice            | Seconda               | Terza                 |
| ------- | --------------------- | --------------------- | --------------------- |
| 1995    | Rasa Polikevičiūtė    | Diana Žiliūtė         | Liuda Triabaitė       |
| 1996-97 | Non organizzata       | Non organizzata       | Non organizzata       |
| 1998    | Edita Pučinskaitė     | Diana Žiliūtė         | Jolanta Polikevičiūtė |
| 1999    | Edita Pučinskaitė     | Rasa Mažeikytė        | Rasa Polikevičiūtė    |
| 2000-01 | Non organizzata       | Non organizzata       | Non organizzata       |
| 2002    | Edita Pučinskaitė     | Diana Elmentaitė      | Indrė Janulevičiūtė   |
| 2003    | Diana Žiliūtė         | Edita Pučinskaitė     | Diana Elmentaitė      |
| 2004    | Diana Žiliūtė         | Ramunė Lipinskaitė    | Aušrinė Trebaitė      |
| 2005    | Svetlana Pauliukaitė  | Inga Čilvinaitė       | Daiva Tušlaitė        |
| 2006    | Edita Pučinskaitė     | Daiva Tušlaitė        | Diana Elmentaitė      |
| 2007    | Edita Pučinskaitė     | Daiva Tušlaitė        | Aušrinė Trebaitė      |
| 2008    | Daiva Tušlaitė        | Diana Žiliūtė         | Aušrinė Trebaitė      |
| 2009    | Diana Žiliūtė         | Vilija Sereikaitė     | Aušrinė Trebaitė      |
| 2010    | Katarzyna Sosna       | Vilija Sereikaitė     | Aleksandra Sošenko    |
| 2011    | Aušrinė Trebaitė      | Katarzyna Sosna       | Aleksandra Sošenko    |
| 2012    | Vilija Sereikaitė     | Katarzyna Sosna       | Aušrinė Trebaitė      |
| 2013    | Inga Čilvinaitė       | Katarzyna Sosna       | Roberta Pilkauskaitė  |
| 2014    | Aušrinė Trebaitė      | Daiva Tuslaitė        | Katarzyna Sosna       |
| 2015    | Aušrinė Trebaitė      | Silvija Latozaitė     | Daiva Tuslaitė        |
| 2016    | Aušrinė Trebaitė      | Daiva Tuslaitė        | Silvija Latožaitė     |
| 2017    | Ernesta Strainytė     | Justina Jovaišytė     | Ieva Venckutė         |
| 2018    | Daiva Tušlaitė        | Olivija Baleišytė     | Silvija Paceviciene   |
| 2019    | Kataržina Sosna       | Silvija Paceviciene   | Akvilė Gedraitytė     |
| 2020    | Kataržina Sosna       | Akvilé Gedraitytè     | Inga Česuliené        |
| 2021    | Inga Česuliené        | Viktorija Senkutè     | Olivija Baleišytė     |
| 2022    | Inga Česuliené        | Akvilé Gedraitytè     | Inga Paplauske        |
| 2023    | Olivija Baleišytė     | Akvilé Gedraitytè     | Inga Paplauske        |
| 2024    | Olivija Baleišytė     | Skaistė Mikašauskaitė | Eglė Dubauskaitė      |
| 2025    | Skaistė Mikašauskaitė | Akvilé Gedraitytè     | Gabija Jonaitytė      |